# Канім-Лейк 4
Канім-Лейк 4 (англ. Canim Lake 4) — індіанська резервація в Канаді, у провінції Британська Колумбія, у межах регіонального округу Карібу.

## Населення
За даними перепису 2016 року, індіанська резервація не ма постійного населення.

## Клімат
Середня річна температура становить 4,9°C, середня максимальна – 20°C, а середня мінімальна – -14,3°C. Середня річна кількість опадів – 439 мм.
| Клімат поселення                              | Клімат поселення | Клімат поселення | Клімат поселення | Клімат поселення | Клімат поселення | Клімат поселення | Клімат поселення | Клімат поселення | Клімат поселення | Клімат поселення | Клімат поселення | Клімат поселення | Клімат поселення |
| Показник                                      | Січ.             | Лют.             | Бер.             | Квіт.            | Трав.            | Черв.            | Лип.             | Серп.            | Вер.             | Жовт.            | Лист.            | Груд.            |                  |
| Середній максимум, °C                         | −1,58            | 2,45             | 6,82             | 11,83            | 16,31            | 19,98            | 19,80            | 19,62            | 14,82            | 9,26             | 2,21             | −3,06            |                  |
| Середня температура, °C                       | −7,96            | −3,92            | 0,44             | 5,47             | 9,95             | 13,60            | 16,23            | 16,04            | 11,24            | 5,70             | −1,36            | −6,62            |                  |
| Середній мінімум, °C                          | −14,32           | −10,3            | −5,92            | −0,9             | 3,58             | 7,22             | 12,65            | 12,48            | 7,66             | 2,12             | −4,94            | −10,2            |                  |
| Норма опадів, мм                              | 34               | 18               | 17               | 24               | 40               | 59               | 56               | 45               | 34               | 33               | 39               | 40               |                  |
| Середньомісячна швидкість вітру, м/с          | 2.20             | 2.30             | 2.50             | 2.70             | 2.50             | 2.30             | 2.10             | 1.96             | 2.00             | 2.30             | 2.40             | 2.30             |                  |
| Середньомісячна сонячна радіація, кДж/м²·день | 3014             | 6059             | 10819            | 15796            | 19393            | 21062            | 21597            | 18334            | 12634            | 6968             | 3351             | 2357             |                  |
| --------------------------------------------- | ---------------- | ---------------- | ---------------- | ---------------- | ---------------- | ---------------- | ---------------- | ---------------- | ---------------- | ---------------- | ---------------- | ---------------- | ---------------- |
| Джерело:                                      |                  |                  |                  |                  |                  |                  |                  |                  |                  |                  |                  |                  |                  |